# Progestageen
Een progestageen is een hormoon dat dezelfde eigenschappen vertoont als progesteron.  Het bekendste natuurlijke progestageen is progesteron. Andere voorbeelden zijn 17-OH-progesteron en 20α-hydroxyprogesteron. Veel progestagenen worden synthetisch gemaakt en noemt men progestativa. Voorbeelden zijn levonorgestrel, drospirenon en desogestrel, veelal onderdeel van contraceptieve medicijnen.